# Koningin van de nacht
De koningin van de nacht (Selenicereus grandiflorus) ook wel de nachtcactus genoemd, is een klimmende, kruipende, halfepifytische, bedoornde cactus. De tot 1 m lange, slanke, vijf- tot achtribbige en in doorsnede driehoekige of vierkantige stengels klimmen langs boomstammen of muren in de hoogte en vormen een dicht vlechtwerk van twijgen. De stengels zijn licht gevleugeld en bezet met areolen met 9-11 geelkleurige doornen. Aan de knopen en uiteindes ontstaan vaak wortels waarmee de plant zich aan de ondergrond vasthecht.
De plant vormt zeer grote bloemen die zich in de nacht openen en meestal maar enkele uren openblijven. De bloem bereikt een lengte van 25 cm en aan de top een doorsnede van 30 cm. De kelkbladeren zijn groengeel van kleur, lang en smal. De kroonbladeren zijn zuiverwit. In het centrum van de bloem bevinden zich de roomwitte meeldraden en de stamper. De plant wordt in zijn oorspronkelijke verspreidingsgebied bestoven door nachtvlinders. De vruchten zijn vlezige bessen die in tegenstelling tot de vruchten van Selenicereus megalanthus niet eetbaar zijn.
De koningin van de nacht komt oorspronkelijk voor in Mexico, Jamaica, Cuba en Haïti. Hij kan hier in droge gebieden als epifyt op bomen worden aangetroffen. De plant wordt in Zuid-Amerika ook veel als sierplant gehouden. Vroeger werden uit de jonge scheuten een hartwerkzaam glycoside gewonnen dat tegenwoordig door een synthetisch product is vervangen.
Er zijn botanische tuinen die 's nachts de deuren openen als de koningin van de nacht in bloei komt, zoals ook wel wordt gedaan voor de 's nachts bloeiende Victoria amazonica. In Nederland wordt de koningin van de nacht onder andere gehouden in de kas van de Botanische Tuin Afrikaanderwijk in Rotterdam, BlueCity en de succulentenkas van Arboretum Trompenburg, waar ook de verwante prinses van de nacht (Selenicereus pteranthus) wordt gehouden.